# Tephritis nigricauda
Tephritis nigricauda är en tvåvingeart som först beskrevs av Friedrich Hermann Loew 1856.  Tephritis nigricauda ingår i släktet Tephritis och familjen borrflugor. Inga underarter finns listade i Catalogue of Life.